# Saturday (Fall Out Boy)
Saturday è il terzo singolo del gruppo musicale Fall Out Boy, estratto dal loro primo album Take This to Your Grave e pubblicato il 21 dicembre 2003.
È stato anche incluso nella raccolta del 2009 dei Fall Out Boy Believers Never Die: Greatest Hits.

## Video
Il video musicale mostra tutta la band, ma soprattutto il frontman Patrick Stump e il bassista Peter Wentz. Pete sta uccidendo gli altri della band e dei loro amici, lasciando una carta (la regina di cuori) su ogni corpo. Patrick invece è il detective che monitora le mosse dell'assassino. A metà video, Patrick e Pete si vedono nella stessa posizione, seduto su un letto e una parete piena delle foto delle vittime come sfondo, suggerendo che Patrick e Pete possono essere la stessa persona. Alla fine del video, Pete uccide Patrick; tuttavia, visto che i due sono la stessa persona, muore anche Pete. Per tutta la durata del video, in esso sono presenti clip che mostrano il gruppo durante un loro spettacolo.

## Curiosità
- I membri della band hanno affermato ripetutamente che questo brano è uno dei loro preferiti, e in genere terminano gli spettacoli dal vivo con tale canzone.
- In un'intervista, la band ha dichiarato che nel video, precisamente nelle scene dello spettacolo mentre tutti pogano, non volevano rappresentare loro stessi ma gli Hatebreed, gruppo musicale molto amato dai Fall Out Boy.